# Ljubov' Šarmaj
Ljubov' Georgievna Gončarova, coniugata Šarmaj (in russo Любовь Георгиевна Гончарова-Шармай?; Charkiv, 15 aprile 1956), è un'ex cestista sovietica.

## Carriera
Con l'Unione Sovietica ha disputato i Giochi olimpici di Mosca 1980 e due edizioni dei Campionati europei (1978, 1980).